# Gaúcho da Fronteira
Gaúcho da Fronteira, mieux connu sous le nom de Heber Artigas Frós Armuá (né en 23 juin 1947 à Laureles, en Uruguay), est un chanteur et compositeur brésilien. Il est l'un des interprètes les plus connus de la musique régionale gaucho. 

## Biographie

### Vie personnelle
Gaúcho da Fronteira est né à Laureles, Tacuarembó, en Uruguay,, mais a grandi dans la ville de Rivera, où il a suivi une formation de tourneur. Dans sa jeunesse, en 1968, il rejoint Os Vaqueanos, un groupe nativiste de Santana de Livramento. Avant de devenir célèbre, il travaille comme prêteur sur gages dans une estancia, chauffeur de taxi et chauffeur routier. Il a eu une relation très étroite avec Val Marchiori, avant qu'elle ne devienne célèbre et ne joue dans l'émission de télé-réalité Mulheres Ricas sur TV Bandeirantes. Il est naturalisé brésilien en 2009.

### Carrière
Enfant, il commence à jouer de la guitare, de l'accordéon et du bandonéon. En 1968, il rejoint le groupe Os Vaqueanos, avec lequel il enregistre quelques albums. En 1975, il enregistre son premier album solo, Gaúcho da Fronteira, et s'impose comme un représentant de la musique traditionnelle de la pampa. Dans les années 1980, il devient populaire dans tout le Brésil grâce à ses chansons pleines d'humour et dansantes.
Dans les années 1980, sa popularité s'étend à tout le Brésil grâce à ses chansons humoristiques et dansantes. Dans les années 1990, il se tourne vers d'autres manifestations musicales traditionnelles brésiliennes, publiant en 1999 le CD Forronerão avec le groupe Brasas do Forró, qui réunit le folk brésilien d'un bout à l'autre du pays. Les succès Forronerão, un mélange de forró et de vanerão, et Vanerão Sambado, qui, comme son nom l'indique, mélange le vanerão et la samba, sont publiés sur cet album. Le plus grand succès de leur carrière est Nhecovari Nhecofum.
En 2018, il publie son premier DVD, célébrant le 50e anniversaire de sa carrière. Le DVD est enregistré le 20 septembre au Credicard Hall de São Paulo et voit la participation de noms de la musique country, tels que Leonardo et les duos César Menotti e Fabiano et Chitãozinho e Xororó, ainsi que des artistes de la musique traditionnelle gaúcha.

### Politique
Le chanteur candidate au poste de représentant de l'État en 2010 pour le PTB du RS, et en 2014 pour le PSDB, mais n'est  pas élu une seule fois. 

## Discographie

### Albums studio
- 1975 : Gaúcho da Fronteira (Beverly)
- 1976 : Mensagem do Sul (Querência)
- 1980 : Meu Rastro (Rodeio/WEA)
- 1981 : Isto Que é Gaiteiro Bom (Rodeio/WEA)
- 1984 : Gaita Companheira (Rodeio/WEA)
- 1985 : Na Base do Varifum (WEA/Warner Music)
- 1986 : Rio Grande de Sempre (WEA)
- 1987 : O Toque do Gaiteiro (WEA)
- 1988 : Gaiteiro, China e Cordeona (Chantecler)
- 1990 : Gaitaço (Chantecler)
- 1991 : Acordes Orientais (Chantecler)
- 1992 : Pêlo Duro (Chantecler)
- 1994 : Tão Pedindo um Vanerão (Chantecler/Warner Music)
- 1996 : Amizade de Gaiteiro (Continental/East West)
- 1998 : Xucro de Campanha (Warner Music)
- 2000 : Canta Para Elas (Continental/East West)
- 2002 : Para Sempre: Gaúcho da Fronteira (EMI)
- 2002 : Balança Brasil
- 2002 : Bailão do Gaúcho da Fronteira
- 2007 : De Vanerão a Chamamé (Atração Fonográfica)
- 2008 : Gaúcho Doble Chapa (Gravadora ACIT)
- 2018 : Esse Gaúcho Sou Eu

### Albums live
- 1999 : Forronerão Ao Vivo: Gaúcho da Fronteira e Brasas do Forró (Warner Music)

### Compilations
- 1991 : Gaúcho Negro (Som Livre)
- 2001 : Seleção de Ouro
- 2005 : 30 Anos de Sucesso